# Projekt 122bis
Projekt 122bis (russisch „проект 122Б“), von der NATO auch als Kronstadt-Klasse bezeichnet, war eine Klasse von sowjetischen U-Jagd-Booten, die nach dem Zweiten Weltkrieg zum Einsatz im Küstenvorfeld gebaut wurden.

## Entwicklung
1939 hatte die sowjetische Marine die Pläne für das große U-Jagd-Boot vom Projekt 122 genehmigt. Die Klasse sollte in erster Linie Marinebasen zur Seeseite absichern und wurde dementsprechend mit kurzer Seeausdauer und Reichweite konzipiert. Ein 76-mm-Geschütz wurde auf die Back gesetzt, ihm folgten ein schmaler Aufbau und der Schornstein. Da Aufbau und Schornstein vor der Schiffsmitte standen, war am Heck ausreichend Platz für Wasserbombenwerfer und einen Vorrat von 40 leichten (40 kg) und 16 schweren (180 kg) Wasserbomben. Zusätzlich wurden mehrere schwere Maschinengewehre auf Aufbau und Achterschiff verteilt. Drei Dieselmotoren ermöglichten bis zu 22 Knoten Fahrt. Die Pläne des Projekts wurden jedoch bald überarbeitet und die Marine forderte nun auch die Tauglichkeit der Schiffe für Geleitschutzaufgaben in Küstennähe, eine deutlich stärkere Bewaffnung und eine Seetauglichkeit bis zu einem Seegang der Stufe 7. 40 Schiffe dieses Projekts 122a wurden im Krieg von 1941 bis 1945 gebaut. Einige mussten jedoch noch unfertig aufgegeben werden, als deutsche Truppen bei ihrem Vormarsch einen der Produktionsstandorte, eine Binnenwerft bei Kiew, überrannten.
Nach dem Ende des Krieges wollte die sowjetische Marine im Rahmen des aufzustellenden Zehn-Jahres-Planes für den Schiffbau zunächst ein komplett neues U-Jagd-Boot entwickeln, die Industrie hatte jedoch nur begrenzte Kapazitäten und Rohstoffe zur Verfügung, die nicht für unausgereifte Experimente verschwendet werden sollten. So wurde auf Basis von Projekt 122a der Nachfolger Projekt 122bis entwickelt. Die Bugform wurde verändert und das Freibord erhöht, um die Seetauglichkeit zu verbessern. Die Ausrüstung stützte sich, mit GM-Motoren und Browning-Maschinengewehren, zunächst noch auf amerikanische Lieferungen aus dem Leih- und Pachtgesetz.

## Technik und Organisation

### Bauplanung
Projekt 122bis war der erste Schiffstyp, der in der Sowjetunion in großem Stil aus Segmenten vorgefertigt wurde. Um wegen der großen Stückzahlen die Boote schneller bauen zu können, waren sämtliche Schritte der Materialbeschaffung und des Baus aus den Wirtschaftsplänen des Militärs auf den Planungsstab der Werft in Selenodolsk übertragen worden. Ausgestattet mit solchen Sonderbefugnissen verkürzte sich die Bauzeit ab 1947 rapide und zu Spitzenzeiten lief alle zwölf Tage ein Schiff vom Stapel.

### Rumpf und Antrieb
Der 52 Meter lange Rumpf von Projekt 122bis bestand aus Stahl. Es wurden 20 Einzelsegmente vorgefertigt, mit Innenausbauten versehen, zusammengesetzt und verschweißt. Er bestand aus zehn wasserdicht verschließbaren Abteilungen.
Der Antrieb von Projekt 122bis bestand aus drei Schiffsdieselmotoren, verteilt auf zwei Maschinenräume. Zunächst kamen hier amerikanische General Motors-12-278A-Motoren zum Einsatz, die ab dem zweiten Baulos durch eigene M-50F-Diesel ersetzt wurden. Da die sowjetischen Motoren zwar theoretisch eine vergleichbare Leistung wie die amerikanischen aufwiesen, im Einsatz jedoch deutlich schwächer waren, sank die Spitzengeschwindigkeit vom zweiten Baulos an von 20 Knoten auf nur noch 18,7 Knoten.

### Sensoren
Zur Suche nach Luft- und Oberflächenkontakten war ein Radar vom Typ Gjus (russisch „Гюйс“) auf dem Hauptmast installiert. Das System wurde kontinuierlich modernisiert, so dass einige Schiffe während ihrer Dienstzeit bis zu vier verschiedene Radarsysteme trugen.
Die Suche nach U-Booten wurde Projekt 122bis mit dem 1946 entwickelten Tamir-10-Sonar ausgerüstet, dessen Sensor unter dem Vorschiff montiert war. Das System konnte sein volles Potential nur bei einer Geschwindigkeit von unter 10 Knoten Fahrt ausschöpfen. Das letzte Baulos erhielt das verbesserte Tamir-11.

## Bewaffnung
Auf der Back von Projekt 122bis wurde ein 85-mm-L/52-90K-Geschütz aufgestellt, das von einem hinten offenen Schutzschild umschlossen war. 240 Granaten wurden für die Waffe mitgeführt. Die Waffe konnte ihre Geschosse auf Ziele in bis zu 15 Kilometern Entfernung abfeuern.
Die Nahbereichsverteidigung stützte sich auf zwei 37-mm-L/67-FlaK 70K in zwei Einzellafetten, die auf dem Achterschiff standen. Unterstützt wurden sie durch zwei 12,7-mm-Zwillingsmaschinengewehre, von denen eines vor und ein weiteres hinter dem Aufbau verbaut war. Zunächst war hier das US-amerikanische Browning M2 installiert, das die 12,7 × 99-Patrone nutzt; die Waffen wurden dann jedoch durch das einheimische DSchK ersetzt, das die sowjetische 12,7 × 108-Patrone verwendet.
Hauptwaffe zum Einsatz gegen U-Boote waren auf Projekt 122bis Wasserbomben. Dazu waren zwei BMB-1-Werfervorrichtungen installiert, die einen Vorrat von 24 schweren und 32 leichten Bomben gegen gegnerische U-Boote einsetzen konnten. Ab 1951 löste der BMB-2-Werfer das BMB-1-Modell ab.
Die Boote waren zudem so ausgelegt, dass sie bis zu 18 Seeminen mitführen und über das Heck absetzen konnten.
Im letzten Baulos von Projekt 122bis wurde ab 1953 der neu entwickelte RBU-1200-Werfer installiert. Zwei der Werfer waren auf dem Vorschiff verbaut.

## Schiffe des Projekts 11451
157 Boote des Projekts 122bis wurden zwischen 1945 und 1955 in der Sowjetunion gebaut. Der Entwurf war für seine Kernaufgabe, die Jagd auf U-Boote, nur bedingt geeignet und so bereits 1975 als U-Jäger vollständig aus der sowjetischen Marine entfernt.
Die Schiffe konnten konstruktionsbedingt jedoch leicht für viele andere Aufgaben verwendet werden. So wurden sie Mitte der 1950er-Jahre an befreundete Staaten abgegeben. Sie gingen an Ägypten, Albanien, Bulgarien und Rumänien. Später erhielten Kuba und Indonesien ebenfalls Projekt-122bis-Boote.
Ein Sonderfall war die Volksrepublik China. In den 1950er-Jahren noch mit der UdSSR befreundet, erhielt China 1955 die Lizenz zum Bau von Projekt-122bis-Booten, sämtliche technischen Unterlagen, Unterstützung in Form von Bauteilen und technischen Beratern. So war es ihnen möglich, 14 Boote auf eigenen Werften zu bauen und damit den Grundstock für ihre Marine zu legen.

## Belege und Verweise

### Bemerkungen
1. ↑  Nach Jangajew wurden 30 Boote pro Jahr gebaut, also 365 Tage/30 Boote = 12,17 Tage pro Boot.
2. ↑  „227 + 9“ Einheiten der Klasse werden dagegen bei russian-ships.info genannt (Stand 1. März 2012)